# Roger Lukaku
Roger Menama Lukaku (Kinshasa, 6 juni 1967) is een voormalig Belgisch-Congolees voetballer. Hij speelde in zijn loopbaan onder meer voor KV Oostende, KV Mechelen, Germinal Ekeren en Gençlerbirliği. Hij is de vader van voetballers Romelu Lukaku en Jordan Lukaku.

## Carrière
In zijn thuisland Zaïre speelde Lukaku voor Vita Club en in Ivoorkust voor Africa Sports. Op 23-jarige leeftijd ging de voetbalcarrière van Roger Lukaku van start in België. Hij debuteerde in 1990 bij Koninklijke Boom en promoveerde in 1992 met de club naar Eerste klasse. Een jaar later degradeerde Boom opnieuw en Lukaku zocht andere oorden op. De aanvaller kwam bij RFC Seraing terecht, dat net naar Eerste klasse steeg. In zijn eerste seizoen voor Seraing eindigde de club op de derde plaats achter Club Brugge en RSC Anderlecht. Hierdoor speelde Lukaku een jaar later mee in de UEFA Cup. In 1995 eindigde de spits met vijftien doelpunten op de vierde plaats in de topschutterslijst. Hij scoorde dat seizoen evenveel als Lorenzo Staelens, Gert Verheyen en Josip Weber. Lukaku bleef twee seizoenen bij Seraing, waar hij in de spits speelde met onder andere Wamberto, en trok een jaar voor het verdwijnen van de club naar Germinal Ekeren. In 1995/96 won Germinal met 5–0 van Seraing. Lukaku scoorde in die wedstrijd het openingsdoelpunt. Germinal Ekeren werd uiteindelijk derde in het eindklassement. Enkel Club Brugge en RSC Anderlecht deden dat seizoen beter. Lukaku voetbalde in die periode samen met onder andere Gunther Hofmans en Tomasz Radzinski in de aanvalslinie van de ploeg.
In 1996 speelde hij een seizoen voor het Turkse Gençlerbirliği, maar keerde dan terug naar België. In Tweede klasse tekende hij een contract bij KV Mechelen, dat in die periode geleid werd door trainer Franky Vercauteren. Reeds in september 1998 ruilde hij Mechelen in voor een andere club. Lukaku verhuisde naar KV Oostende en belandde daardoor terug in de Eerste Klasse. Lang duurde het echter niet want in 1999 degradeerde Oostende.
Op dat moment begon de toen 32-jarige Lukaku zijn carrière af te bouwen. Hij speelde een paar jaar bij Géants Athois en later ook nog bij KFC Wintam. In 2006 ruilde hij Wintam in voor KGR Katelijne.